# Dave Grusin
Robert David Grusin, más conocido como Dave Grusin (Littleton, Colorado, 26 de junio de 1934), es un pianista, arreglista y compositor estadounidense de jazz y jazz fusión.

## Biografía
Nacido y crecido en Littleton, Colorado, Grusin menciona a su padre, violinista clásico, como el verdadero instigador de una carrera musical que comenzó en el ámbito de la clásica, un área donde el joven músico profundizaría sus estudios en la University of Colorado. Fue en la universidad donde Grusin descubrió su interés por el jazz en la obra de artistas tan diversos como Shorty Rogers, Shelly Mann, Dave Brubeck, Count Basie, Gerry Mulligan o Chet Baker, así como tocando con grandes artistas como Art Pepper, Terry Gibbs o Anita O’Day a su paso por la institución. En 1959, se trasladó a Nueva York para ingresar en la Manhattan School of Music, y pronto se encuentra tocando para Andy Williams, en cuya banda conoce al baterista Larry Rosen, con quien establecería una fuerte amistad y quien se convertiría en su socio en el sello GRP. 
Su carrera en solitario empieza con Subways are For Sleeping, de 1962, y Piano, Strings and Moonligh, del año siguiente, que reflejan las influencias que sobre el músico ejerció la obra de Art Tatum, Bill Evans o Red Garland.
Grusin había tocado con Terry Gibbs y Johnny Smith en su época de estudiante en Colorado, de 1959 a 1966 trabajó como pianista y director musical de la banda de Andy Williams, y es a partir de esa época que da comienzo su carrera como compositor de bandas sonoras para cine y televisión. Inspirado por Henry Mancini y Andre Previn, Grusin abandona su papel como director musical del Andy Williams Show en 1964, y compone la banda sonora de la comedia de Norman Lear/Bud Yorkin "Divorce American Style" al año siguiente. Esto marcó el comienzo de su carrera como compositor de películas, con alrededor de 30 bandas sonoras en su haber.
En 1960 grabó con Benny Goodman, y, en los primeros '60s, con un trío de hard bop que incluía a Milt Hinton. También tocó con un quinteto que incluyó a Thad Jones y Frank Foster. Grusin hizo arreglos y grabó con Sarah Vaughan, Quincy Jones, y Carmen McRae en los primeros '70s. Tocó teclados eléctricos con Gerry Mulligan y Lee Ritenour a mediados de los '70s.
Contribuyó a fundar GRP Records, que se convirtió en una de las mejores compañías de jazz contemporáneo y fusión, con grabaciones de artistas como The Rippingtons, Spyro Gyra, David Benoit, Lee Ritenour y Tom Scott. Grusin continuó grabando en los '80s y '90s, en numerosos proyectos, desde la fusión y el pop a trabajar con orquestas sinfónicas. También dirigió la GRP Big Band, en bandas sonoras como "The Fabulous Baker Boys", y grabando sesiones a dúo con su hermano, Don, y Lee Ritenour. 
En 2011, realizó el álbum en vivo y DVD "An Evening with Dave Grusin", con la Henry Mancini Institute Orchestra, interpretando temas de toda su carrera.

## Estilo y valoración
Dave Grusin ha sido un muy exitoso intérprete, productor, compositor, ejecutivo de sello discográfico, arreglista, y líder de grupo. Como pianista, Grusin tiende hacia la fusión y el smooth jazz, pero primeramente, es un consumado compositor de cine y televisión.

## Discografía

### En solitario
- Subways are por Sleeping - 1962, Epic
- The Many Moods of Dave Grusin - 1962, Epic
- Piano, Strings, and Moonlight - 1963
- Kaleidoscope - 1964, Collectables
- Divorce American Style - 1967, United Artists Records
- The Graduate (B.S.O. con Simon y Garfunkel) - 1968
- Candy - 1969, Epic
- The Yakuza (B.S.O.) - 1975
- Los 3 días del Cóndor (B.S.O.) - 1975, DRG / EMI
- Discovered Again - 1976, Sheffield Lab
- One of A Kind - 1977, GRP
- The Champ (B.S.O.) - 1979, Planet
- Mountain Dance - 1980, GRP
- Dave Grusin Presents GRP All-Stars Live In Japan - 1980, GRP
- Out of the Shadows - 1982, GRP
- Tootsie (B.S.O.) - 1982
- On Golden pond (B.S.O.) - 1982, MCA
- Night Lines - 1983, GRP
- NY/LA Dream Band - 1984, GRP
- Harlequin (con Lee Ritenour) - 1985, GRP
- Cinemagic - 1987, GRP
- Sticks and Stones (con Don Grusin) - 1988, GRP
- The Fabulous Baker Boys (B.S.O.) - 1989, GRP
- Migration - 1989, GRP
- Havana (B.S.O.) - 1990, GRP
- The Bonfire of the Vanities (B.S.O.) - 1991, Atlantic
- The Gershwin Connection - 1991, GRP
- The Firm (B.S.O.) - 1993, MCA / GRP / Universal
- Dave Grusin and the GRP All-Star Big Band - 1993, GRP
- Homage to Duke - 1993, GRP
- The Cure (B.S.O.) - 1995, GRP
- Two por the Road - 1996, GRP
- Mulholland Falls (B.S.O.) - 1996
- Selena (B.S.O.) - 1997, Angel Records
- Dave Grusin Presents: West Side Story - 1997, N-Coded Music
- Hope Floats (B.S.O.) - 1998, Capitol/EMI Records
- Random Hearts (B.S.O.) - 1999, Sony Music
- Two Worlds (con Lee Ritenour) - 2000, Decca
- Dinner with Friends (B.S.O.) - 2001, Jellybean
- Now Playing: Movie Themes - Solo Piano - 2004, GRP
- The Yakuza (B.S.O.) - 1975 / 2005, Film Score Monthly
- Lucas (B.S.O.) - 1986 / 2006
- Author! Author! (B.S.O.) - 1982 / 2007, Varèse Sarabande
- The Scorpio Letters (B.S.O.) - 1967 / 2007
- Amparo (con Lee Ritenour) - 2008, Decca
- The Girl from U.N.C.L.E. (B.S.O.) - 1967 / 2008, Varèse Sarabande
- The Heart Is a Lonely Hunter (B.S.O.) - 1968 / 2009
- An evening with DAVE GRUSIN (con The Henry Mancini Institute Orchestra) - 2010, Heads Up
- One Night Only! (con Don Grusin) - 2011, C.A.R.E. Music Group / Intergroove

## Premios y nominaciones
Premios Óscar
| Año  | Categoría                   | Película                 | Resultado |
| ---- | --------------------------- | ------------------------ | --------- |
| 1979 | Mejor banda sonora original | El cielo puede esperar   | Nominado  |
| 1980 | Mejor banda sonora original | Campeón                  | Nominado  |
| 1982 | Mejor banda sonora original | En el estanque dorado    | Nominado  |
| 1983 | Mejor canción original      | Tootsie                  | Nominado  |
| 1989 | Mejor banda sonora original | Un lugar llamado milagro | Ganador   |
| 1990 | Mejor banda sonora original | Los fabulosos Baker Boys | Nominado  |
| 1991 | Mejor Banda Sonora          | Habana                   | Nominado  |
| 1994 | Mejor banda sonora          | La tapadera              | Nominado  |

- Nominación a los Globos de Oro, 1988 "Mejor partitura original" por The Milagro Beanfield War
- Nominación a los Globos de Oro, 1989 "Mejor partitura original" por The Fabulous Baker Boys
- Premio Óscar, 1989 "Best Instrumental Arrangement Accompanying Vocals" por My Funny Valentine
- Nominación a los Globos de Oro, 1990 "Mejor partitura original" por Havana
- Premio Charles E. Lutton Man of Music Award Recipient, 1991, Phi Mu Alpha Sinfonia Fraternity
- Premio Óscar, 1991 "Best Arrangement on an Instrumental" por Bess You Is My Woman/I Loves You Porgy
- Nominación a los Globos de Oro, 1991 "Mejor partitura original" por For The Boys
- Premio Óscar, 1993 "Best Arrangement on an Instrumental" por Mood Indigo
- Premio Óscar, 1994 "Best Instrumental Arrangement" por Three Cowboy Songs
- Nominación a los Grammy, 1997 "Mejor partitura original" por Selena
- Premio Grammy, 2002, "Best Instrumental Arrangement Accompanying Vocalist", por "Mean Old Man", del álbum October Road de James Taylor